# Spectrum Brands
Spectrum Brands Holdings, Inc. (NYSE: SPB) er en amerikansk producent, importør og distributør af husholdningselektronik, haveredskaber, værktøj og udstyr til kæledyr. De har hovedkvarter i Middleton, Wisconsin, hvor virksomheden blev etableret i 2005 som en efterfølger til Rayovac Corporation. Deres årsomsætning er på 5 mia. amerikanske dollar og de har 17.000 ansatte.
Deres brands inkluderer: Remington, Black & Decker, George Foreman, Russell Hobbs, Spectracide, Garden Safe, Cutter og Repel. Spectrum ejer Tetra, Whisper, Marineland, Perfecto, Jungle, Instant Ocean, Visi-Therm, Dingo, Nature's Miracle, Lazy Pet, Wonderbox, Furminator, IAMS, Eukanuba, Kwikset, Baldwin, National Hardware og Pfister.